# Cerarioporia
Cerarioporia — рід грибів. Назва вперше опублікована 2016 року.

## Класифікація
До роду Cerarioporia відносять 1 вид:
- Cerarioporia cystidiata